# サビニの女たちの掠奪 (プッサン)
『サビニの女たちの掠奪』（サビニのおんなたちのりゃくだつ、仏: L'Enlèvement des Sabines、英: The Rape of the Sabine Women）は、17世紀フランスの巨匠ニコラ・プッサンがキャンバス上に油彩で描いた絵画で、古代ローマ建国にまつわる歴史を主題としている。２点のヴァージョンがあり、ニューヨークのメトロポリタン美術館に所蔵される作品はおそらく1633-1634年ごろに、パリのルーヴル美術館に所蔵される作品は1637-1638年ごろに制作されたと思われるが、2点の制作年はあまり隔たっていないように思われる。

## 来歴
メトロポリタン美術館の作品は、ローマ駐在のフランス大使シャルル・ド・クレキ (Charles de Créqui) 元帥が所有していたものである。彼は成人期をローマで過ごしていたプッサンに会う機会があったと思われる。作品は1946年にメトロポリタン美術館の所有となった。ルーヴル美術館の作品はローマのルイージ・アレッサンドロ・オモデイ 枢機卿の所有であったが、1685年にフランス国王ルイ14世の所有となり、おそらく1779年にルーヴル美術館に入った。

## 主題
本作は長年、フランス古典主義絵画を定義する傑作とされてきた。その主題は、古代のローマ建国にまつわるサビニの女たちの掠奪の伝説に基づく。若い女性のいないローマの町のために、ロムルスが詭計をたて、若い女性を掠奪して娶るために近隣のサビニの村人を祭りに招いた。この物語は、プルタルコスの『ロムルスの生涯』(14-19)、またはティトゥス・リウィウスの『ローマ建国史』(I-XI) に基づく。プッサンの絵画に描かれているのは、画面左端にいるロムルスが外套を持ち上げて、ローマの兵士たちにサビニの女性たちを捕らえる合図を送っている場面である。
この伝説は、1400年代には教訓的な意味合いをもって、婚礼用のカッソーネ (櫃) の装飾に用いられただけであった。しかし、16世紀には「英雄的」な性格をもつようになった。民族の将来を確実なものとするには、いかなる行為も、たとえ野蛮な行為であっても辞さなかった初期の古代ローマ人の尊敬すべき愛国心と決断の範例とされたのである。

## 作品
本作の制作の過程で、プッサンは、ルネサンス期のジャンボローニャの彫刻『サビニの女の掠奪 (彫刻)』 (ロッジア・ディ・ランツィ、フィレンツェ)、古代ローマ彫刻の『妻を殺して自害するガリア人』 (ローマ国立博物館) や『コンスタンティヌスの凱旋門の浮彫』、あるいはバロック期のピエトロ・ダ・コルトーナの絵画『サビニの女たちの略奪』 (カピトリーノ美術館、ローマ) などに影響を受けてきたことが指摘されている。
ジャンボローニャの彫刻『サビニの女の掠奪』は、筋骨たくましい青年に対する娘の抗いという行為を性的な含みを込めて表現している。プッサンは、画業の初期を通じて彫刻的な諸問題に強い関心を抱いていた。彼は、ジャンボローニャの彫刻と、その下の台座に浮彫で表されている女性を抱き上げている人物をもとにして、いくつものスケッチを描いている。
メトロポリタン美術館の作品に限れば、『ボルゲーゼの剣闘士』(ルーヴル美術館) にも影響を受けていると思われる。『ボルゲーゼの剣闘士』の姿は、前景右手前の３人の人物の中央で左手に刀を持って狼藉をはたらくローマ兵のポーズに類似しているからである。古代美術からの影響は、この兵士が着けている黄色い鎧からもうかがえる。鎧は、男性の胴体の形をかたどって皮革で作られたローマ時代のロリカを手本にしている。
メトロポリタン美術館とルーヴル美術館に所蔵される2点の『サビニの女たちの掠奪』は背景の建築物においてだけでなく、ロムルスの描写においても異なっている。前者のロムルスは儀式用の長衣を纏い、不動の姿勢でネプトゥーヌス神殿の溝彫りのある円柱の間にただ1人立っている。それは、さながら崇高な宗教的行為を行っているかのような姿である。一方、後者のロムルスは、はっきりとした身振りでマントを掲げ、攻撃の合図をしている1人の将校として表されている。

## ギャラリー

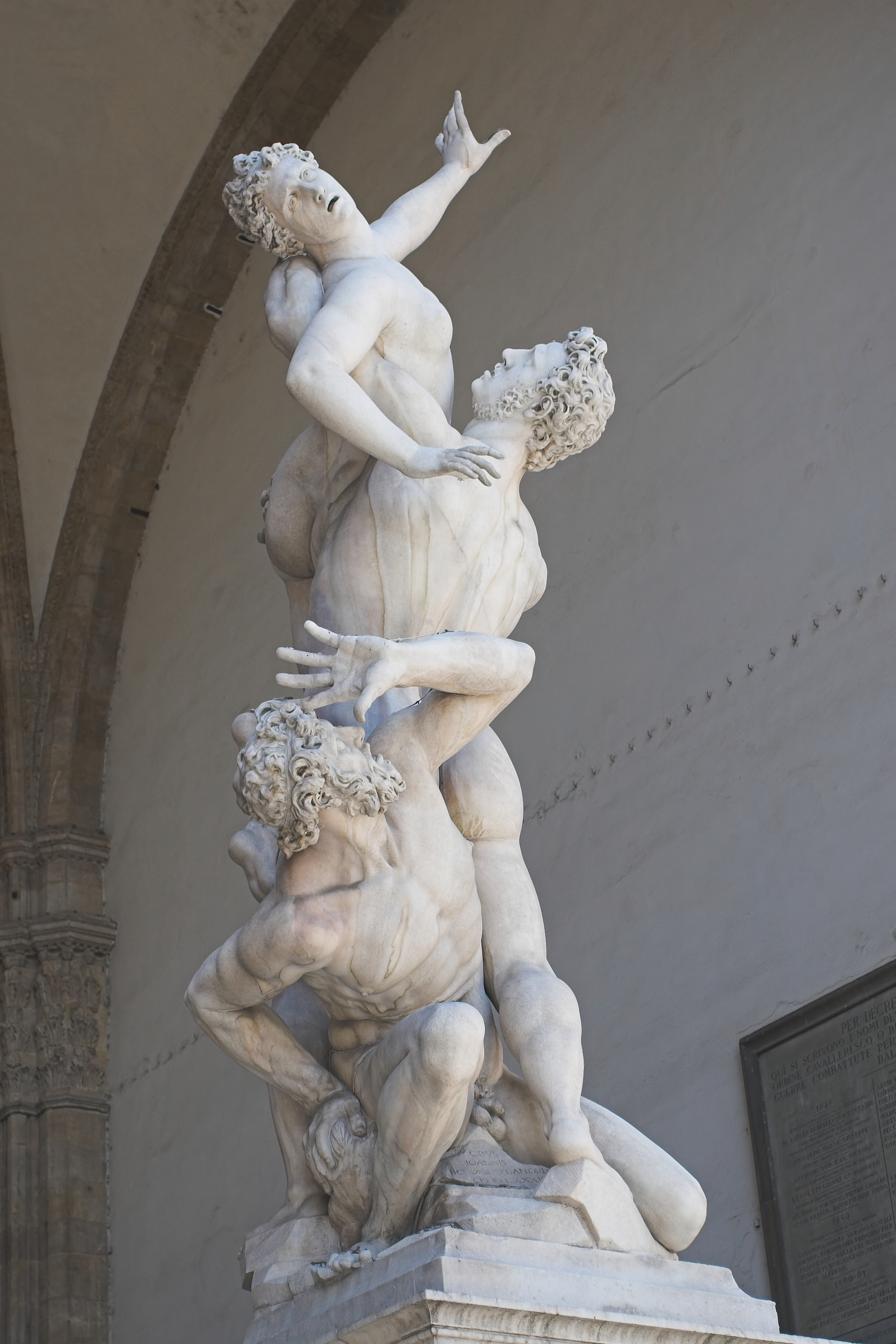
ジャンボローニャ『サビニの女の掠奪 (彫刻)（英語版）』 (1579-1583年)、ロッジア・ディ・ランツィ、フィレンツェ
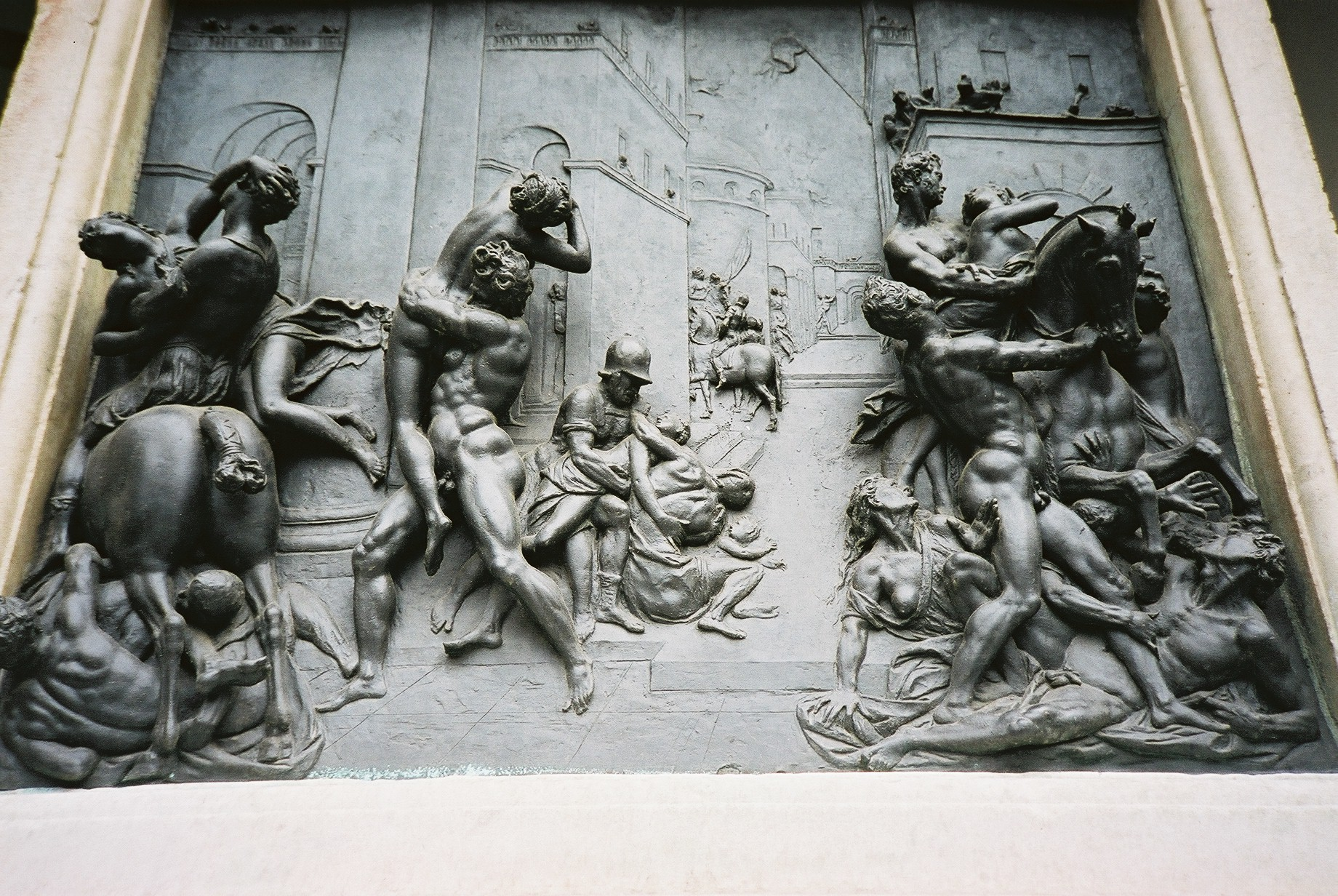
『サビニの女の掠奪』の台座部分の浮彫
『妻を殺して自害するガリア人（英語版）』 (2世紀)、ローマ国立博物館
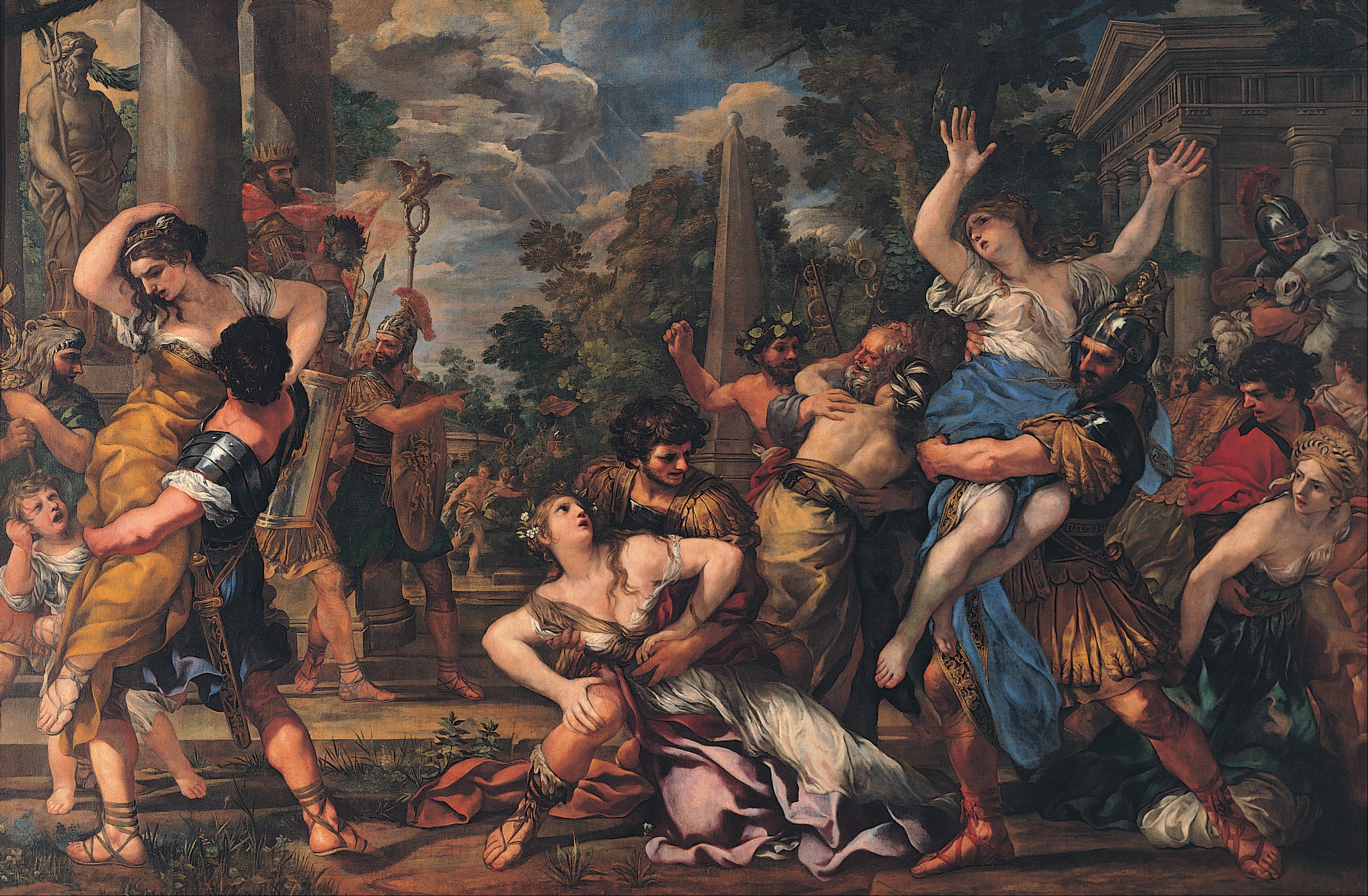
ピエトロ・ダ・コルトーナ『サビニの女たちの略奪』 (1629-1630年ごろ)、カピトリーノ美術館、ローマ
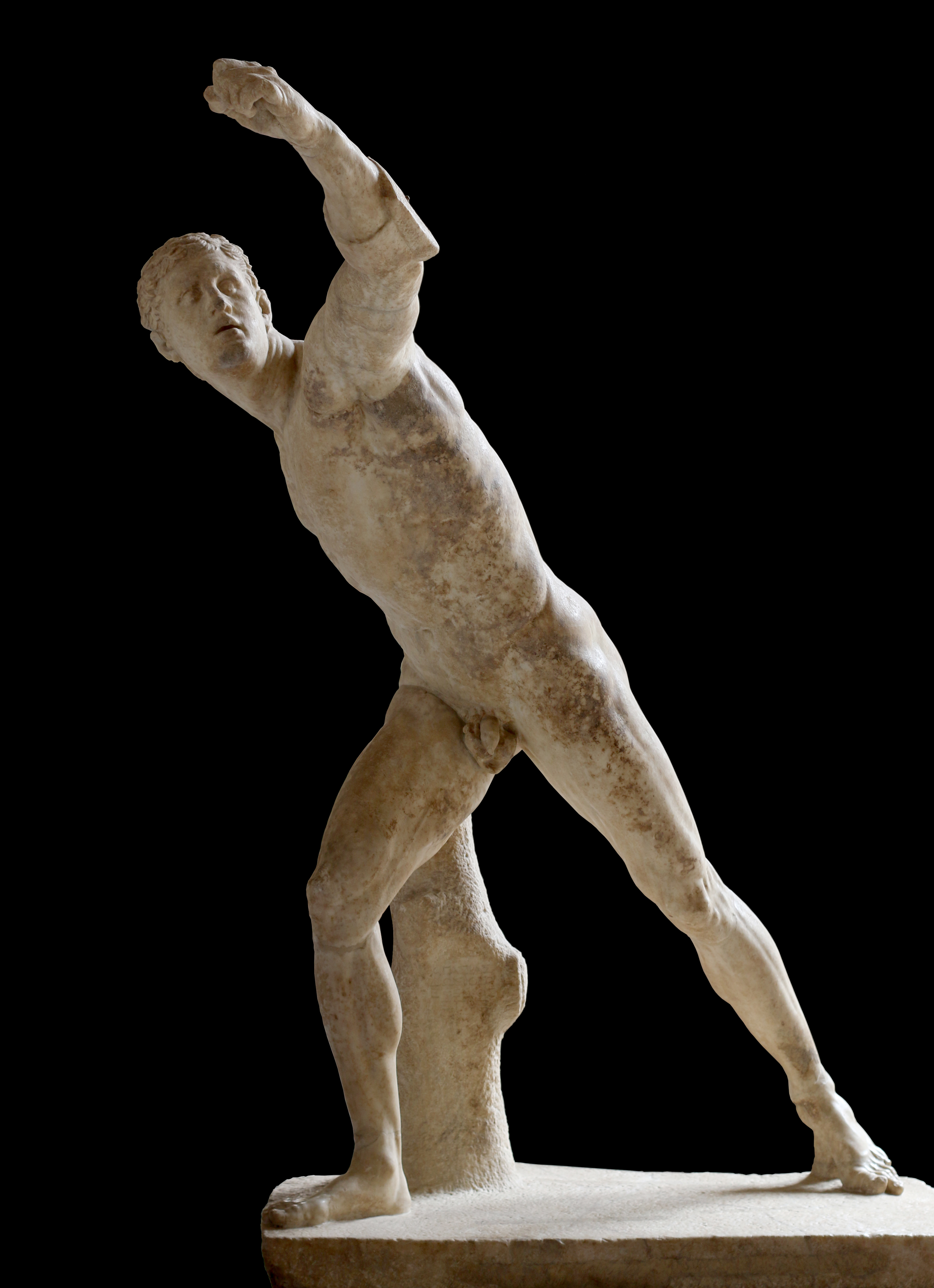
『ボルゲーゼの剣闘士（英語版）』 (紀元前100年ごろ)、ルーヴル美術館